# Inmigración venezolana en los Estados Unidos
La inmigración venezolana en Estados Unidos ha crecido durante las últimas décadas producto de la llegada venezolanos que escaparon por la inseguridad, crisis políticas y económicas durante el periodo de Hugo Chávez y Nicolás Maduro. Actualmente hay más de 465 mil venezolanos presentes en el territorio estadounidense, siendo Florida el principal destino y corazón de la comunidad venezolana en el país norteamericano.En 2022 hay 814 080 venezolanos en el país y su descendencia.

## Historia
Durante el periodo de presidencia de Hugo Chávez muchos venezolanos huyeron en Estados Unidos debido a la crisis humanitaria, las mayorías de las personas se iban principalmente en Miami donde según el censo del 2018 se registraron unos 200.000 nadamos en la ciudad de Miami, y esta cifra insta por crecer con el nuevo presidente Nicolás Maduro que huyeron muchas más personas que cuando estaba en el poder Chávez. En Miami hay un barrio que se llama Doral conocida como "Doralzuela" en ese barrio cuenta con el mayor número de venezolanos en el país.
El 15 de marzo de 2025, el segundo gobierno de Donald Trump deportó al menos 238 venezolanos hacia El Salvador en tres vuelos, donde fueron encarcelados, acusándolos de pertenecer a la banda criminal del Tren de Aragua y basándose en la Ley de Enemigos Extranjeros de 1798, una ley poco conocida de tiempos de guerra. Los deportados fueron identificados por detalles tan pequeños como hasta por un tatuaje, una oreja, el cuello, o la forma en la que tenían la cabeza afeitada. Sus familiares han rechazado las acusaciones de que pertenezcan a bandas criminales. Luego de la deportación, la administración Trump admitió en documentos judiciales que varios de los deportados no tenían antecedentes penales en los Estados Unidos. Investigaciones periodísticas han determinado que la mayoría de los 238 deportados no tenían antecedentes penales. Un reportaje del programa 60 Minutes, de CBS News, concluyó que 75% no tenían antecdentes, y Bloomberg determinó que el 90% no tenían antecedentes en los Estados Unidos. El 18 de julio de 2025, El Salvador anunció la repatriación de ciudadanos venezolanos como parte de un acuerdo alcanzado con Venezuela y Estados Unidos, a cambio de la liberación de presos políticos en Venezuela.

## Ciudades con mayor porcentaje de venezolanos
Según censo 2018
1. La ciudad de Doral (Florida), conocida marginalmente como "Doralzuela", ubicada en el condado de Miami-Dade cuenta con más de 55 000 residentes venezolanos, es el primer barrio estadounidense con la mayoría de la población venezolana.
2. La ciudad de Katy, Texas conocida como "Katyzuela" en la ciudad de Houston cuenta con 20.000 Venezolanos
3. La ciudad de Dallas (Texas), cuenta con más de 18 000 venezolanos